# Albardia furcata
Albardia furcata är en insektsart som beskrevs av Van der Weele 1903. Albardia furcata ingår i släktet Albardia och familjen fjärilsländor. Inga underarter finns listade i Catalogue of Life.